# Can Serra (Camprodon)
Can Serra és una obra racionalista de Camprodon (Ripollès) inclosa a l'Inventari del Patrimoni Arquitectònic de Catalunya.

## Descripció
Jardins sobre la quasi totalitat de terrenys de l'antic Castell de Camprodon. Edifici principal, reformat per M. solà Morales (1949), situat prop de la torre del rellotge, que formava part de les muralles del castell i la vila. La propietat també inclou restes d'alguns elements de defensa. En el lloc on abans es trobava la capella de Sant Nicolau (XIX) s'hi ha construït el nou habitatge, després d'haver estat enderrocada aquella. És el lloc més elevat i centre de l'antic castell.
L'edifici ja existeix l'any 1907.